# Ton
Ton (Tòn in noneso) è un comune italiano sparso di 1 284 abitanti in provincia di Trento. La sede comunale si trova a Vigo di Ton, già comune autonomo fino al 1928 col nome di Vigo d'Anaunia.

## Geografia fisica

### Territorio
Il comune di Ton si trova nella bassa Val di Non, sulla sponda sinistra del torrente Noce. Il territorio comunale è delimitato a nord dal torrente Pongaiola, a sud dalla chiusa della Rocchetta, a oriente dai rilievi più meridionali della Costiera della Mendola, come il Monte Malachino, il Monte Cucco, la Cima Roccapiana ed è attraversato dal torrente Rinassico. Ton è l'unico comune della bassa Val di Non situato sulla sponda sinistra della valle.

### Clima
| TON 2003-2023       | Mesi | Mesi | Mesi | Mesi | Mesi | Mesi | Mesi | Mesi | Mesi | Mesi | Mesi | Mesi | Stagioni | Stagioni | Stagioni | Stagioni | Anno  |
| TON 2003-2023       | Gen  | Feb  | Mar  | Apr  | Mag  | Giu  | Lug  | Ago  | Set  | Ott  | Nov  | Dic  | Inv      | Pri      | Est      | Aut      | Anno  |
| ------------------- | ---- | ---- | ---- | ---- | ---- | ---- | ---- | ---- | ---- | ---- | ---- | ---- | -------- | -------- | -------- | -------- | ----- |
| T. max. media (°C)  | 5,6  | 8,6  | 13,3 | 16,9 | 21,2 | 25,1 | 27,5 | 27,2 | 22,5 | 17,0 | 10,1 | 5,8  | 6,7      | 17,1     | 26,6     | 16,5     | 16,7  |
| T. min. media (°C)  | −2,9 | −1,6 | 1,9  | 5,5  | 9,8  | 13,2 | 15,2 | 15,0 | 11,3 | 7,3  | 1,9  | −2,0 | −2,2     | 5,7      | 14,5     | 6,8      | 6,2   |
| Precipitazioni (mm) | 48   | 51   | 58   | 93   | 106  | 95   | 98   | 102  | 91   | 127  | 139  | 65   | 164      | 257      | 295      | 357      | 1 073 |
| Giorni di pioggia   | 6    | 5    | 6    | 9    | 12   | 11   | 12   | 11   | 8    | 8    | 9    | 7    | 18       | 27       | 34       | 25       | 104   |

Fonte: Centro Trasferimento Tecnologico, Fondazione Edmund Mach

## Storia

### Etimologia
Il toponimo Ton verosimilmente ha origine prelatina, forse dal gallico tŭnna 'botte', o tuna 'grotta', mentre appare meno probabile un'origine da dunon 'altura'.

### Ritrovamenti archeologici
I rinvenimenti funebri nelle frazioni di Ton (Masi di Vigo e Castelletto), risalenti all'epoca romana, oltre al rinvenimento di laterizi romani con la sigla del produttore "Arren(i)us Maurianus" nel comune di Ton e a Cressino sulla sponda opposta del torrente Noce, hanno portato a ipotizzare la presenza nella zona di due strade parallele che già nell'antichità risalivano la Val di Non, oppure di due sponde di un guado sul torrente.

### Età medievale

#### La Pieve
Ton è nominato la prima volta quale Tunno in un documento relativo ai possedimenti del monastero dei canonici regolari di San Michele all'Adige, databile al 1174. Il suo territorio dal punto di vista ecclesiastico costituiva la Pieve di Ton, documentata fin dal secolo XIII.

#### I Thun
Il territorio di Ton tra il XII e il XV vide emergere la famiglia Thun, che da esso prese il nome, germanizzandolo per l'appunto nella forma Thun, destinata ad divenire uno dei maggiori lignaggi del Principato Vescovile di Trento e di tutto il Tirolo. È nota l'esistenza di un antico castello medievale sul Dosso di Santa Margherita a Castelletto, oggi scomparso, ma la prima residenza accertata della famiglia Thun è la Torre di Visione, sulla rupe che sovrasta la chiusa della Rocchetta. Essa è menzionata per la prima volta nel 1199 in un'infeudazione del principe vescovo Corrado di Beseno ad Alfredino, Manfredino di Ton e Luto di Marostica, nella quale venne concesso il permesso per l'edificazione di un castello sul dosso nei pressi di Masi di Vigo.
Nel XIII secolo la famiglia si trasferì sul dosso di Belvesino, a monte degli abitati di Toss e Vigo in un nuovo castello, che avrebbe preso il nome di Castel Thun, essendone investiti nel 1267. Castel Thun nei secoli a seguire divenne così la sede prestigiosa di una famiglia illustre e potente, che si diramò in diverse linee dinastiche, non solo in Val di Non e in Val di Sole ma in diverse aree dell'Impero asburgico, e che diede all'episcopato trentino ben tre principi vescovi.
Essa condizionò per molti secoli la storia del territorio di Ton, esercitando la giurisdizione su Masi di Vigo. e il ruolo di regolani maggiori in tutta la Pieve. La famiglia dimorò a Castel Thun fino alla morte del conte Zdenko Franz Thun Hohenstein, avvenuta nel 1982.

### Età moderna

#### La Guerra Rustica
Nel maggio del 1525 i contadini della Pieve di Ton parteciparono attivamente alla sollevazione che sconvolse l'intero Tirolo, passata alla storia come "Guerra Rustica", prendendo d'assalto il castello della Rocchetta e il vicino Castel Belasi nella Pieve di Denno, saccheggiando entrambi. La rivolta dei contadini fu tuttavia stroncata in quella stessa estate dall'intervento delle armate dell'Arciduca d'Austria Ferdinando I d'Asburgo

#### La Carta di Regola
Il 27 febbraio del 1562 gli uomini della Pieve di Ton, in rappresentanza delle ville di Vigo, Toss, Masi e Castelletto, dopo aver steso già nel 1558 un testo con una serie di norme che regolavano la vita e il lavoro agricolo nelle loro comunità, misero per iscritto la loro carta di regola, con l'approvazione dei signori di Castel Thun, in qualità di Regolani maggiori. Nelle vesti di Regolani maggiori, i Thun potevano intervenire nella vita delle comunità come giudici in caso di liti e trasgressioni delle norme contenute nella Carta di Regola, incamerando parte dei ricavi delle sanzioni inflitte. 
La Carta disponeva che si eleggesse ogni anno un "sindaco" comune per tutta la pieve e dei giurati a rappresentanza delle singole comunità. a rappresentanza La carta di regola venne poi rivista e ampliata nel 1644, passando da 17 a 50 articoli, con l'approvazione del Principe Vescovo di Trento Carlo Emanuele Madruzzo.

#### La definizione dei confini
Il 7 agosto del 1764 i rappresentanti delle comunità di Vigo, Toss e Masi ratificarono un documento in cui si cui definivano con precisione i rispettivi i confini e i rispettivi diritti e pertinenze su tutto il territorio della Pieve di Ton, comprese le aree boschive e montane.

### Età contemporanea
Nel XIX secolo, con l'abolizione delle antiche regole, Vigo, Toss e Masi di Vigo divennero tre comuni autonomi e rimasero tali per tutta l'epoca austro-ungarica.
Negli anni 60 del XIX secolo le autorità militari austriache disposero l'erezione di una fortezza nel tratto più stretto della chiusa della Rocchetta, presso il ponte sul Noce, dove in età medievale esisteva un ospizio dedicato a San Cristoforo ed in seguito, un castello presidiato da capitani tirolesi. Il "Forte Rocchetta" il  (in tedesco Straßensperre Rocchetta) si trovava in una posizione strategica presidiando lo stretto passaggio tra la Val di Non e la Valle dell'Adige, ma non fu mai coinvolto direttamente in eventi bellici. Dopo la Prima guerra mondiale e il passaggio al Regno d'Italia, a causa probabilmente di un errore nel maneggiamento di qualche esplosivo, la fortezza fu distrutta da una serie di esplosioni. Oggi del Forte rimane solamente la parte della base occidentale.
La forra della Rocchetta ha subito ulteriori modifiche con l'erezione nel 1922 di una diga sul Noce e la creazione di un lago artificiale, che dopo qualche decennio fu interamente riempito dai sedimenti del torrente ed attualmente è una riserva naturale denominata Biotopo La Rocchetta
Nel 1928 i comuni di Vigo di Ton, Toss e Masi di Vigo furono aggregati nel Comune di Ton, che ricreava così la circoscrizione territoriale dell'antica Pieve di Ton.

### Simboli
Lo stemma e il gonfalone sono stati adottati con delibera del consiglio comunale del 13 aprile 1984 n. 24 e successivamente approvati dalla Giunta Provinciale di Trento con deliberazione dell'8 giugno 1984 n. 4886.
Stemma
La blasonatura dello stemma riportata nella deliberazione della Giunta provinciale:
non è corretta dal punto di vista araldico.
Si ispira al blasone dei conti Thun (d'argento, alla banda d'oro) i quali nel XV secolo vi aggiunsero l'emblema della signoria di Monreale (Königsberg) (partito: nel 1º d'argento, all'aquila spiegata di rosso, uscente dalla partizione; nel secondo di nero, alla fascia d'argento); nel 1469 vi inserirono in cuore lo scudo del feudo di Caldes (di rosso, alla fascia d’argento).
Gonfalone

## Monumenti e luoghi d'interesse

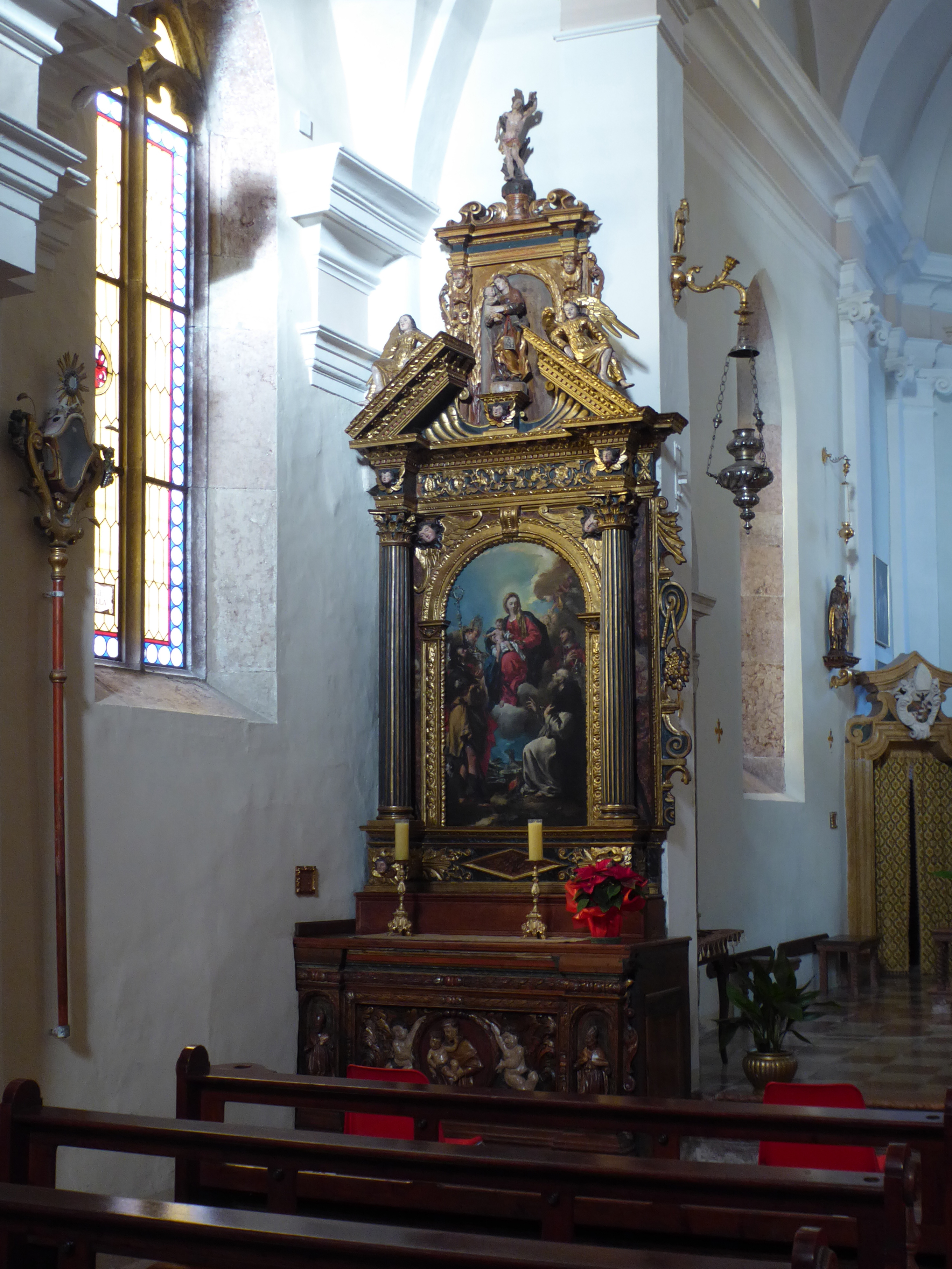
Altare sinistro della Chiesa di Santa Maria Assunta. Pala di Gianantonio Guardi, Madonna col Bambino.

### Architetture religiose
- Chiesa di Santa Maria Assunta, a Vigo di Ton. Menzionata già nel 1242, ma sicuramente più antica. Nel 1549 fu riedificata dal maestro Aluixo de Frisono Taiapreda, come è ricordato da un'epigrafe, nello stile gotico ravvisabile nelle tre campate interne e nelle eleganti finestre a traforo che danno luce alla navata e al presbiterio. All'interno è da menzionare la pala dell'altare di S. Antonio (commissionato dalla famiglia Marcolla nel 1766) raffigurante la Madonna col Bambino e santi, opera di Gianantonio Guardi. Inoltre, il sepolcro della famiglia Thun, in marmo rosso, con grande stemma centrale e con agli angoli gli stemmi di famiglie imparentate, mentre nella cappella laterale sul lato sud, c'è il sepolcro del conte Leopoldo Thun, padre di Matteo II.
- Chiesa di San Vigilio, a Vigo di Ton.
- Chiesa di San Nicolò, parrocchiale nella frazione di Toss.
- Chiesa dei Santi Fabiano e Sebastiano, sussidiaria nella frazione di Masi di Vigo.
- Chiesa di San Martino, nel parco di Castel Thun all'esterno delle mura.
- Cappella di San Giovanni Nepomuceno, all'inizio del viale alberato che sale verso Castel Thun.
- Chiesa di Santa Margherita in località Castelletto. Della chiesa, posta sul dosso dove esisteva un antico castello medievale, restano solo pochi ruderi.[26]

### Architetture militari
- Castel Thun, nel territorio del comune, è un monumentale fabbricato civile-militare medievale fra i meglio conservati del Trentino.
- Castel San Pietro.
- Torre di Visione.
- Sbarramento Rocchetta detto anche Forte Rocchetta.

### Aree naturali
- Malga Bodrina, raggiungibile mediante una strada forestale dall'abitato di Vigo si trova a 1560 metri di quota sulla Costiera della Mendola, presso Cima Roccapiana, che con i suoi 1873 metri sul livello del mare è il punto più elevato del territorio comunale.

- L'area del Monte Malachino sopra l'abitato di Toss è parte di Natura 2000, una rete di siti di interesse comunitario (SIC) e di zone di protezione speciale (ZPS) creata dall'Unione europea per la protezione e la conservazione degli habitat e delle specie, animali e vegetali, identificati come prioritari dagli Stati membri dell'Unione europea.[27]

- Il Biotopo La Rocchetta, un ambiente fluviale e perifluviale che interessa il tratto terminale del torrente Noce nella valle di Non, è un'area naturale protetta istituita nel 1992. Occupa una superficie di 88,86 ha.[28]

## Economia
La principale attività economica del paese è la frutticoltura, in particolare la coltivazione delle mele. Presso la località Raut si trova un magazzino del Consorzio Ortofrutticolo Bassa Anaunia (COBA) nel quale le viene stoccata gran parte della frutta prodotta nella zona.
Nel XX secolo per l'economia del territorio ebbe grande importanza la fabbrica di mattoni e laterizi Dalle Case, sorta in località Ceramica, che diede un'occupazione a molte persone di tutta la Bassa Val di Non. La fabbrica, che sfruttava le cave d'argilla della zona, giace ora in stato di abbandono e di avanzato degrado.

## Società

### Evoluzione demografica
Abitanti censiti

### Ripartizione linguistica
Nel censimento del 2001 il 43,99% della popolazione (527 persone) si è dichiarato "ladino".

## Geografia antropica

### Frazioni

#### Castelletto
Una volta superata la Rocchetta, si attraversano le poche case di Castelletto (283 m). Sul colle, a sinistra, si intravedono i ruderi della chiesetta di S. Margherita con tracce di affresco su di un piedritto della porta. Sulle pendici meridionali del dosso vi sono le scarse tracce dei primitivo castello dei Thun, del XII secolo, dal quale prende il nome la località. Ai piedi del colle furono rinvenuti oggetti dell'epoca del bronzo, molte tombe e monete romane.

#### Masi di Vigo
Masi di Vigo si raggiunge da Castelletto con la strada provinciale 124 (SP 124). Originariamente erano denominati Masi San Sebastiano. La chiesa, dedicata ai Santi Fabiano e Sebastiano, è già menzionata in un testamento del 1494. Prima di essere elevata a curazia nel 1824, era dipendente dalla Pieve di Vigo. Da qui anche l'origine della famiglia Da Masi, inizialmente vassalli dei Tono e massari vescovili, si trasferirono poi a Vigo, dando origine alle famiglie Turri e Rigotti. 

#### Bastianelli
Dai Masi la SP 124 porta alla località Bastianelli (i Bascenèi o i Bastianèi in noneso). Il paese (452 m) prende nome da Bastiano, forma aferetica di 'Sebastiano', santo al quale è dedicata la chiesa di Masi di Vigo.

#### Comino
Nelle vicinanze di Bastianelli c'è poi la località Comino, o Maso Comin (545 m). Il toponimo, attestato già nel 1755 ("Joannes Baptista Beber, dictus da Comin"), deriva o dal cognome noneso, ma non della zona di Ton, Comini oppure da un soprannome derivante dal nome Giacomo.

#### Baschieri
Tra Bastianelli e Vigo di Ton è presente la località Baschieri.

#### Vigo di Ton
La SP 124 conduce al capoluogo del comune, Vigo di Ton (482 m), conosciuto un tempo anche come "Vigo d'Anaunia". Il toponimo deriva dal latino vicus 'quartiere, vicolo', frequente nella toponomastica trentina per indicare antichi centri vicinali. La Chiesa di Santa Maria Assunta era la sede della pieve di Ton.

#### Toss
La frazione di Toss (476 m) sorge su una pianura coltivata a frutteti. La Chiesa di San Nicolò è ricordata nel 1584, come è suggerito dalla data impressa sul portale, e fu ricostruita nel 1769 da Antonio Bianchi da Brienno. Notevoli anche alcune abitazioni rustico-signorili, dovute alla presenza di alcune famiglie nobili rurali, come gli Zanini, i Rizzi, i Fedrizzi e i Dalla Brida.

#### Nosino
Nei pressi di Castel Thun è situata la località Nosino (Nosìn in noneso). Il nome della località (558 m), attestata in documenti del XIII secolo come "Novesinum", dovrebbe derivare dal latino novus, nel senso di 'novale', 'noveto', origine similare a quella del toponimo Toss.

#### Sabino
Da Toss la strada ridiscende nel fondovalle immettendosi nella ex strada statale 43 (ex SS 43), poco prima del ponte sul rio Pongaiola, in località Sabino (301 m). Il toponimo un tempo era ritenuto derivasse dal personale Sabinus, che però avrebbe dovuto originare 'Savino'; Anna Maria Finotti ha ipotizzato un anteriore Sablino, derivato da *sabŭlinum, da un originario sabŭlum 'sabbia'.

#### Moncovo
Proseguendo da Sabino, si raggiunge Moncovo (Monkòo in noneso, 311 m), attestato già nel 1554, toponimo che potrebbe derivare da mons, monte e dal deverbale di cŭbare nel senso di 'caverna'.

#### Ceramica
Seguendo l'ex SS 43 c'è poi Ceramica (Zeràmika in noneso, 299 m), che prende il nome dalla fabbrica di laterizi costruita dalla famiglia Dalle Case di Dimaro.

#### Raut
Scendendo da Toss si raggiunge la frazione di Raut (391 m). Il nome deriva dalla voce dialettale ràot o ràut, ovvero 'terra dissodata', dall'alto-tedesco medio riute.

## Amministrazione
| Periodo           | Periodo           | Primo cittadino | Partito                               | Carica  | Note |
| ----------------- | ----------------- | --------------- | ------------------------------------- | ------- | ---- |
| 5 giugno 1995     | 14 maggio 2000    | Marco Endrizzi  | Lista civica                          | Sindaco |      |
| 15 maggio 2000    | 9 maggio 2005     | Marco Endrizzi  | Lista civica                          | Sindaco |      |
| 10 maggio 2005    | 16 maggio 2010    | Marco Endrizzi  | Lista civica                          | Sindaco |      |
| 17 maggio 2010    | 10 maggio 2015    | Sandra Webber   | Lista civica (Rinnoviamo Ton Insieme) | Sindaca |      |
| 11 maggio 2015    | 21 settembre 2020 | Angelo Fedrizzi | Lista civica (Voltiamo Pagina)        | Sindaco |      |
| 22 settembre 2020 | 4 maggio 2025     | Ivan Battan     | Lista civica (Civica per Ton)         | Sindaco |      |
| 5 maggio 2025     | in carica         | Ivan Battan     | Lista civica (Civica per Ton)         | Sindaco |      |

### Altre informazioni amministrative
Il comune è stato costituito nell'anno 1928 coi territori dei soppressi comuni di Masi di Vigo, Toss e Vigo d'Anaunia..